# Résister ne sert à rien
Résister ne sert à rien (Resistere non serve a niente), publié en 2012, est un roman de l'écrivain italien Walter Siti, dont la traduction française a été publiée en 2014.

## Découpage
- p. 11 : Avant et après, pour toujours
- p. 13 : La perception de la prostitution
- p. 20 : Avis d'expulsion
- p. 51 : Commodore 64
- p. 87 : La salle des dinosaures
- p. 120 : Ne t'obstine pas là-dessus, va
- p. 154 : Intermède
- p. 160 : N'y avait-il pas encore de l'espoir ?
- p. 197 : Le pacte change
- p. 232 : Les hommes préfèrent les ténèbres
- p. 266 : Qu'est-ce que c'est, un baleinon ?
- p. 297 : Note au texte

## Source
L'histoire s'inspire des confessions d'un repenti de la mafia : résister ne sert à rien, [...] le sang des vieux, personne n'en veut.

## Résumé
Le premier prologue (en italique) raconte l'exécution d'un traître à un clan, au lacet, par un membre du clan, qui prouve ainsi sa loyauté au clan.
Le second prologue (en tahoma) serait un article de journal milanais Il Foglio, partant d'une expérimentation de Keith Chen (en) sur l'apprentissage de la monnaie à des singes capucins, et portant sur le corps des escort-girls (et escort-boys).
Le roman commence par une invitation à l'anniversaire d'une star de la télévision, Gabry ***, au narrateur, Walter (p. 155), à qui son éditeur chez Mondadori, Antonio Franchini (it), vient de conseiller d'arrêter d'écrire des livres pour pédés (p. 20). S'y croisent la tribu des télévisuels et la tribu liée à la passion du maître de maison pour la peinture, ancienne et contemporaine. Tommaso Aricò, le maître des lieux et fiancé de Gabriella se présente à lui comme un féroce bankster, à qui l'article sur les filles a offert un quart d'heure de pure jouissance (p. 26). Les autres conversations tiennent aux problèmes d'argent, de sexe et de réceptions de gens riches. Tommaso propose à Walter de se revoir au calme sur un projet de livre (J'aimerais réhabiliter notre métier tant calomnié (p. 31)).
Walter, un pervers édenté et inoffensif (p. 40), se demande pourquoi le trader (opérateur de marché) Tommaso recherche son amitié : parce que tu es une marchandise hors catalogue (p. 39). Tommaso gère le fonds Persona un fonds spéculatif ou hedge fund (à Milan et Rome) : tout se fonde sur le calcul de probabilités sur le court et le long terme (p. 34), avec gastrite associée. Le duel au ping pong se termine par la proposition (et décision) de Tommaso de racheter l'appartement de Tommaso et de lui louer au prix qu'il veut. Chez Walter, Tommaso commence à se raconter : la fiction de l'intériorité psychologique, concentration inquiète de qui semble étranger à son propre milieu (p. 31).
Né le 2 août 1976, sans doute par dysfonctionnement cellulaire, dès l'allaitement, il est un gros lard. Les relations sont difficiles avec les autres élèves, pour son surpoids d'abord. Sa mère, Irène, est très attachée à ce fils unique. Le père Sante ou Santino passe un certain temps en prison, paraît intéressé par son fils, puisque dès sa sortie, remplace le MSX de Tommaso (alors que tout le monde a un Commodore 64 dès la troisième) par un IBM, l'inscrit dans un lycée technique, et le pousse à développer ses talents mathématiques. Mais il tombe pour assassinat, ce que raconte le premier prologue. Pour les 18 ans de Tommaso, un parrain (qui l'accompagne depuis qu'il a prouvé ses compétences en statistiques et probabilités), le vieux des petits trains, mon oncle, don Gaetano, lui offre (on) un séjour en clinique en Suisse pour une liposuccion, à suivre par un traitement strict à vie, alimentaire et médical. Son voisin de faculté d'économie est Nick Leeson (1967-). L'ex-obèse Tommaso fait sa thèse avec Signorelli sur les produits dérivés financiers.
Au mariage de la fille Signorelli, en 2000, deux consultants lui offrent un stage de six semaines. Pour le stage à Londres, le prix des meilleurs résultats financiers, pronostiqué par l'analyste Tullio, échappe de peu au duo Folco (29 ans) - Tommaso (26 ans). Ses aventures féminines sont moins probantes, Stella (à l'hôpital), Rossana (à Londres), etc. Début 2001, il est embauché comme trader d'assaut au siège de Rome (p. 100) : créativité du mathématicien manqué et soif d'approbation du garçon solitaire. Lors d'une visite à la prison de Rebibbia (it), son père le persuade de foncer et de l'oublier (jusqu'en 2014) : Se tuer au travail est une immolation nécessaire, mais chaque année en vaut cinq.
Pour Tommaso, les enfants sont des esquisses peu concluantes. Grâce à ses talents et à ses gains (jouer à la hausse [...] par pur pari mathématique, le sex-appeal des paris, les courbes des listings (p. 211)), il déménage dans une nouvelle maison, un nouvel immeuble, le palais de la via Galla (p. 170), superbement décoré, de peintures choisies, vite investi pour des soirées relativement privées. Le gros cafard ingénu tombe amoureux d'un mannequin, Gabriella Averi, bien éduquée, issue d'une solide famille bourgeoise de Mantoue : elle garde son loft mais par intermittences vient chez lui : couple controversé parce que clairement faux et mercenaire (et en plus épisodique) mais on pardonne tout quand la chère est bonne et le cadre chic (p. 138).
Pour 2007, Folco se charge de la représentation de Persona auprès des grands fonds, et Tommaso des bilans des entreprises. En 2008, Tommaso est amené à mieux traiter les hommes politiques italiens. La rupture avec Folco se confirme par sa mort dans un accident par le mât brisé de son trimaran. Le jour de l'élection d'Obama, en novembre 2008, de retour du Gujarat en avion, Tommaso fait un infarctus.

Le chapitre Intermède réaffirme le partage des rôles dans le récit qu'établit le narrateur : 
« L'accord est de me considérer comme un cercueil avale-tout, ou plutôt comme un trou noir dans lequel tout entre et se transforme mais dont rien ne sort. »
« Pour que le mensonge soit convaincant, je dois savoir toute la vérité. (p. 159) »
 Les termes techniques se font plus fréquents : mon instinct de baissier, straddle, calls, puts, flat, pegging, insider trading, swaps, short selling... Le capitalisme financier fonctionne ainsi. [...] Il y a bien une autre option, mais ça s'appelle la révolution (p. 154). Regarde le bordel qu'ils font sur la taxe Tobin, qui serait une piqûre de puce (p. 158). Finalement, en janvier 2010, Boris, 40 ans, père des Pouilles, mère de Léningrad, après un passage chez Berezovsky (1946-2013), remplace Folco, avec des réorientations stratégiques, dont les métaux rares (coltan, tantalite).
Une relation étrange s'établit avec une femme professeur, à velléité d'écrivain, Edith, pendant que se poursuit l'aventure avec Gabriella, finalement pas épousée, mais avec Inès : Quelle vie malheureuse ils doivent avoir s'ils ont besoin d'enkyster un tiers pour être satisfaits (p. 161). En 2009, Tommaso somatise trop : à trente-trois ans, avec une carrière au-delà des plus roses espérances, un système nerveux entamé et une vie sentimentale aléatoire (p. 163). Il psychosomatise : tu te sens tous les jours dans l'urgence (p. 217), le stress est aussi une solution pour ne pas trop se poser de questions (p. 163).
Tommaso a sauvé le père d'Edith du krach, mais on souhaite qu'il cède son entreprise. Et Walter est chargé de pousser Edith dans cette voie. L'entrevue se passe mal, au Teatro Valle, encore le terrain de Franco Berardi (1949-, Bifo). La récession de 2010 amplifie les contradictions d'une activité basée sur une distribution inégale des informations (p. 173). La finance et la sexualité utilisent la même rhétorique. Même s'il s'agit de spéculer sur le prix du cacao, grâce aux ventes d'armes françaises, à destination d'Alassane Ouattara (p. 184).
La dernière entrevue bien relatée entre le narrateur et son sujet. Tommaso reconnaît qu'il a surtout agi envers Walter par exhibitionnisme. Le vantard malade de narcissisme (p. 212) affirme : pour mon travail, je dois apparaître immaculé et insoupçonnable (p. 211), tu me sers de canon à brume, harakiri symbolique. Tommaso est amené à reconnaître que le clan de Latronico, qui contrôle Rome Sud, l'a repéré jeune, sponsorisé, parrainé, accompagné (pertes fictives pour rendre moins suspectes certaines rentrées), encadré (Nando, Maria, Boris...). Il l'invite à un mariage, dans le Nord de l'Italie, et lui présente son mentor, le théoricien, ***, 45 ans, le père du marié. À condition que le narrateur brouille les pistes, il est prêt à l'admettre : nous nous considérons comme une holding du tertiaire avancé (p. 225), nous sommes les chevaliers, pas un Spectre, mais un Réseau. Et ce beau laboratoire de respectabilité criminelle accueille aussi bien les requins femelles, comme Sabrina, ou Gabriella  : 
Moi, je suis une lutteuse habillée en Barbie (p. 230).
Pour Morgan Luchese (alias ***), spéculer, au niveau mondial, c'est prévoir avec intelligence, et il ne traite tout comme Gaetano Corallo, également de la famille Lucchese, que titrisations et obligations. La période 1998-2001 a parfait la soudure entre les diverses âmes de la criminalité organisée (p. 237)), des nœuds reliés par des toiles d'araignées (p. 240)), aussi bien à Cuba qu'aux États-Unis, avec Wilbur Ross (1937-), Josef Ackermann (1948-), Jon Corzine (1947-), etc. Les produits dérivés financiers et autres International Swaps and Derivatives Association (ISDA), dark pool. Il s'agit désormais de traire les États nationaux (p. 255). Pour les marchés, résister maintenant à la pénétration criminelle serait comme résister au tuyau d'oxygène (p. 255), l'économie du monde est pour moitié illégale (p. 287). Donc, la démocratie ne peut pas (ou ne peut plus) être un poème de masse (p. 262).
En 2012, Tomasso, déjà 37 ans, reçoit un premier avertissement., peu après avoir franchi une limite, une enfant de douze ans, Rosetta, achetée à son père, consentante... Sans attendre l'épilogue, le narrateur peut remercier son personnage : tu es mon cascadeur, [...] mon vengeur, [...] le fruit de mon imagination (p. 292).

## Accueil critique
La réception italienne est particulièrement sensible aux références à certains aspects de la vie politique italienne. La critique francophone (sur le net) est globalement favorable à ce mélange de dénonciation et de désinvolture,,,,.

## Récompenses et distinctions
- Prix Strega 2013
- Prix Mondello 2013, première œuvre italienne (avec deux autres lauréats)